# ʿUthmān b. ʿAffān
‘Othmàn ibn ‘Affàn (in arabo عثمان بن عفَّان‎?, ʿUthmān b. ʿAffān) (La Mecca, 574 – Medina, 17 giugno 656) è stato il terzo califfo "ben guidato" islamico dal 644 fino al suo assassinio.

## Biografia
Genero di Maometto, figlio di ʿAffān ibn Abī l-ʿĀṣ e di Arwā bint Kurayz (a sua volta figlia di Umm al-Ḥakīm bint ʿAbd al-Muṭṭalib, zia paterna del profeta Maometto e forse gemella del padre del futuro Profeta, ʿAbd Allāh), ʿUthmān apparteneva al clan omayyade (Banū ʿAbd Shams) della tribù della Mecca dei B. Quraysh, uno dei clan più potenti e, all'inizio, maggiormente avversi alla predicazione dell'Islam da parte di Maometto, ma fu nondimeno uno dei primi convertiti e uno dei più importanti sāḥib del Profeta.
Di condizione agiata e di bell'aspetto, che egli amava sottolineare con abiti costosi e raffinati, ʿOthmān fu uno dei primissimi a convertirsi all'Islam, tanto da figurare tra i Dieci Benedetti, Ciò nonostante ebbe poche occasioni di svolgere un ruolo di rilievo nel corso della vita di Maometto, nonostante ne avesse sposato due figlie: Ruqayya (che gli generò ʿAbd Allāh, morto piccolo), e, dopo la morte di questa mentre avveniva lo scontro di Badr, Umm Kulthūm, che non riuscì invece a dargli figli.
Le due occasioni in cui ebbe occasione di mettersi in mostra furono quindi la Piccola Egira, cui partecipò con la moglie Ruqayya, e il suo positivo impegno diplomatico svolto a Mecca per tentare di risolvere la grave tensione venutasi a creare fra musulmani e Meccani pagani e che portò infine all'Accordo di al-Hudaybiyya.

## Il califfato
Il suo carattere tutt'altro che aspro lo aiutò probabilmente a emergere come califfo designato nel corso della shura disposta da ʿUmar b. al-Khaṭṭāb, ma certo il motivo principale fu l'essersi dichiarato favorevole a non mutare alcunché della politica dei suoi due predecessori.
Secondo i cronisti musulmani il suo califfato è divisibile in due fasi: una prima di 6 anni positivi e un'altra di 6 anni negativi. Gli aspetti positivi sono riassumibili nella felice prosecuzione delle operazioni militari di conquista che giunsero a far percorrere agli eserciti musulmani il Nordafrica e nell'ancor più memorabile fissazione del testo coranico, il cui rasm fu fissato grazie a un ampio lavoro collettivo di recupero e controllo delle Rivelazioni susseguitesi negli anni.
Gli aspetti negativi di maggior rilievo sono sintetizzabili nell'accusa rivoltagli di nepotismo.
In realtà la scelta di molti suoi parenti dipese dalla generale maggior qualità dei membri del suo clan: ricchi, esperti commercianti, in grado di leggere e scrivere ed esperti d'organizzazione, oltre che maggiormente affidabili e in grado di garantirgli solidi vincoli di sangue, con tutti gli annessi di solidarietà e di lealtà che questo comportava, in base alla legge comportamentale non scritta della muruwwa.

## La congiura e l'assassinio
Contro di lui si formò uno schieramento di oppositori composto soprattutto di egiziani e kufani.
Un primo assedio di egiziani e kufani alla sua residenza califfale a Medina sembrò risolversi con un accordo ma, nel ritornare in patria, costoro intercettarono un messo califfale che avvertiva il governatore egiziano di procedere in modo cruento alla punizione di coloro che gli avrebbero consegnato la sua disposizione (fittizia) di dimissioni dal suo incarico.
Un nuovo assedio fu allora portato alla casa del califfo e un manipolo di congiurati appartenenti allo scisma Kharigita penetrò infine al suo interno e, nonostante un disperato tentativo della moglie Nāʿila bt. al-Farafiṣa di fermare a mani nude le armi degli assassini, uccise ʿOthmàn, mentre si dice questi stesse leggendo il Corano, le cui pagine - inviate poi da Nāʿila a Muʿāwiya a Damasco per esortarlo alla vendetta del Califfo assassinato - furono perciò macchiate dal suo sangue.

Fu tanto pesante l'atmosfera di quella nottata, che non fu possibile ai seguaci del califfo seppellirlo accanto ai suoi due predecessori e al Profeta, costringendoli nottetempo a inumarlo nel cimitero medinese del al-Baqī.
Con la congiura e l'omicidio che ne derivò, si aprì la prima e più grave crisi (fitna) all'interno della Umma islamica, foriera del successivo dissidio, mai più composto, fra sciismo e sunnismo, oltre che della nascita dello scisma kharigita.